# Кампу-Алегри-ди-Гояс
Кампу-Алегри-ди-Гояс (порт. Campo Alegre de Goiás) — муниципалитет в Бразилии, входит в штат Гояс. Составная часть мезорегиона Юг штата Гойас. Входит в экономико-статистический микрорегион Каталан. Население составляет 4528 человек на 2006 год. Занимает площадь 2463,014 км². Плотность населения — 1,8 чел./км².
Праздник города — 12 ноября.

## История
Город основан 12 ноября 1953 года. 

## Статистика
- Валовой внутренний продукт на 2004 год составляет 108 251 000,00 реалов (данные: Бразильский институт географии и статистики).
- Валовой внутренний продукт на душу населения на 2004 год составляет 23 928 реалов (данные: Бразильский институт географии и статистики).
- Индекс развития человеческого потенциала на 2000 год составляет 0,802 (данные: Программа развития ООН).